# Сяка (Телеорман)
Сяка (рум. Seaca) — село у повіті Телеорман в Румунії. Адміністративний центр комуни Сяка.
Село розташоване на відстані 112 км на південний захід від Бухареста, 32 км на південний захід від Александрії, 117 км на південний схід від Крайови.

## Населення
За даними перепису населення 2002 року у селі проживала 1731 особа.
Національний склад населення села:
| Національність | Кількість осіб | Відсоток |
| -------------- | -------------- | -------- |
| румуни         | 1409           | 81,4%    |
| цигани         | 322            | 18,6%    |

Рідною мовою назвали:
| Мова      | Кількість осіб | Відсоток |
| --------- | -------------- | -------- |
| румунська | 1609           | 93,0%    |
| циганська | 122            | 7,0%     |